# 錦城山勇吉
錦城山 勇吉（きんじょうざん ゆうきち、1902年11月18日 - 1987年12月18日）は、兵庫県津名郡（現：兵庫県洲本市）出身で小野川部屋に所属した大相撲力士。本名は村上 幸作（むらかみ こうさく）。

## 来歴
1902年11月18日に兵庫県津名郡（現：兵庫県洲本市）で生まれる。草相撲が盛んであった淡路島は小野川部屋の勢力基盤であり、宮相撲で活躍したことで若者頭に見出され、小野川部屋（大坂相撲）に入門した。当初の四股名は小鳴門だったが、大阪城の別名が「錦城」であることに因んで「錦城山」と改名した。
1923年5月場所が龍神事件によって同年6月へ延期、さらに片番付での開催となった影響で、1924年1月場所で新入幕を果たした際はいきなり前頭2枚目になった。更にこの場所を6勝2敗1休（宮城山福松の休場）という好成績を残すと、同年5月場所では関脇に昇進して6勝3敗1分の好成績を残し、1925年5月場所で大関に昇進した。新大関の場所は6勝4敗の成績だったが、ここで大坂相撲と東京相撲の合併が決定したため、大坂相撲で最後の大関となった。大坂相撲最後の本場所となった1926年1月場所では、この場所で優勝した宮城山福松に唯一の黒星を付けて7勝3敗だった。
東京相撲との合併に際し、番付統合を実施するために実力審査が行われた。ここで大坂相撲の力士は東京相撲に大きく劣る結果と判定され、合併後初の本場所開催となった1927年1月場所では前頭10枚目に記載、そしてこの場所を5勝6敗と負け越した。同年5月場所でも5勝6敗と負け越したが、大ノ里萬助・常陸岩英太郎を破り、常ノ花寛市戦では敗れたものの大一番を繰り広げ、大坂相撲元大関の意地を見せた。
しかし、大坂相撲出身の大半の力士の生活が乱れたまま改善されないことに強く不満を持っており、さらに土俵での勝負判定に理不尽さを感じたため、1928年10月場所の後、25歳で廃業した。廃業後は京都府立園部高等学校の柔道の教師や、倉庫会社のサラリーマンなどを務めた。1987年12月18日に死去、85歳没。大坂相撲の力士では消息が明らかな中では最長寿だった。

## 人物
174cm・96kgと小兵だが俊敏で足腰が粘り強く、土俵態度などの面から人気があり、関西出身でありながら江戸っ子のようだと周囲に評された。また、戦前に活躍した力士としては比較的長寿だった。

## 主な成績
- 通算幕内成績
  - 大阪相撲：33勝13敗1分3休
  - 東京相撲：32勝44敗12休
- 通算幕内在位
  - 大坂相撲：5場所
  - 東京相撲：8場所

### 場所別成績（東京相撲）
| 1927年 （昭和2年） | 東前頭10枚目 5–6 | 東前頭10枚目 7–4 | 東前頭8枚目 5–6 | 西前頭5枚目 4–6–1       |
| 1928年 （昭和3年） | 東前頭4枚目 3–8  | 西前頭2枚目 4–7  | 西前頭8枚目 4–7 | 西前頭8枚目 引退 0–0–11 |
| 各欄の数字は、「勝ち-負け-休場」を示す。 優勝 引退 休場 十両 幕下 三賞：敢=敢闘賞、殊=殊勲賞、技=技能賞 その他：★=金星 番付階級：幕内 - 十両 - 幕下 - 三段目 - 序二段 - 序ノ口 幕内序列：横綱 - 大関 - 関脇 - 小結 - 前頭（「#数字」は各位内の序列） |                  |                  |                 |                         |